# Leenderweg (Eindhoven)
De Leenderweg is een straat in Eindhoven. De straat loopt vanaf de Stratumsedijk via het Floraplein naar het Knooppunt Leenderheide.
Binnen de Ring kenmerkt de Leenderweg zich door haar diversiteit aan gevestigde winkels, waaronder de Albert Heijn, Bruna, restaurants, verschillende afhaalpunten en dienstverlenende bedrijven. Een iconische bezienswaardigheid aan de Leenderweg is Plaza Futura, een voormalig cultureel centrum.

## Geschiedenis
De Leenderweg is één van de oude uitvalswegen van Stratum. Oorspronkelijk was het een landweg die Eindhoven verbond met het nabijgelegen dorp Leende, dat een belangrijk agrarisch centrum in de regio was. Toen de stad Eindhoven in de 19e en 20e eeuw groeide, werd de Leenderweg een belangrijke verkeersader. De weg werd in de loop der jaren verbreed om het toegenomen verkeer te kunnen verwerken. Langs de weg ontstonden nieuwe bedrijven en woonwijken.
Buiten de bebouwde kom van Stratum kwam je vroeger al snel op de heide terecht, waarbij de weg direct richting het zuiden naar Leende liep. Rond 1930 werden er een aantal nieuwbouwprojecten gerealiseerd.
In het verleden liep de Leenderweg vanaf de Markt. Met de komst van de spoorlijn kreeg het eerste gedeelte een nieuwe naam: de Stationstraat. In dit chique gedeelte van de straat stonden de herenhuizen en over de overweg begon het deel waar de arbeiderswoningen stonden.

## Herinrichting
Volgens de huidige planning zal de Leenderweg eind 2023 worden vernieuwd. Het wegdek, de fietspaden en de stoepen zullen worden vervangen. Om de geluidsoverlast te verminderen, wordt er geluidsarm asfalt toegepast. Daarnaast worden de huisaansluitingen op de rioolafvoer en de putten vervangen. De busroute blijft intact en is er veel aandacht voor groen. In het ontwerp is rekening gehouden met de doorstroming voor hulpdiensten.